# Barangua
Barangua (aragonesisch Baranguá) ist ein spanischer Ort in der Provinz Huesca der Autonomen Gemeinschaft Aragonien. Barangua, im Pyrenäenvorland liegend, gehört zur Gemeinde Sabiñánigo. Der Ort auf 780 Meter Höhe hatte im Jahr 2015 vier Einwohner.

## Geographie
Barangua liegt etwa acht Kilometer südlich von Sabiñánigo und ist über die N330 zu erreichen.

## Einwohnerentwicklung
1920 = 36
1930 = 20
1940 = 16
1950 = 23
1960 = 28
1970 = 25
1981 = 13
1991 = 5
2001 = 6
2011 = 4
2019 = 6